# نمی‌توانید ما را سرکوب کنید
«نمی‌توانید ما را سرکوب کنید» (به انگلیسی: Can't Hold Us Down) تک‌آهنگی از هنرمند اهل ایالات متحده آمریکا کریستینا آگیلرا با همراهی لیل کیم است که در ۸ ژوئیه ۲۰۰۳ منتشر شد. این تک‌آهنگ در آلبوم برهنه قرار داشت.
این ترانه انتقادی به استانداردهای دوگانه جنسیتی است و به‌طور گسترده به عنوان یکی از مشهورترین و مهم‌ترین سرودهای فمینیستی شناخته می‌شود.
این تک‌آهنگ در چارت‌های استرالیا، دانمارک، اسکاتلند، بریتانیا، فلاندرز، آلمان، ایرلند، نیوزلند جزو ده ترانه اول قرار گرفت.